# برنارد مورالی
برنارد مورالی (انگلیسی: Bernard Moraly؛ زادهٔ ۱۹ ژوئن ۱۹۵۷) بازیکن فوتبال اهل فرانسه است.
از باشگاه‌هایی که در آن بازی کرده‌است می‌توان به باشگاه فوتبال پاریس اف سی اشاره کرد.